# Ma (Göttin)

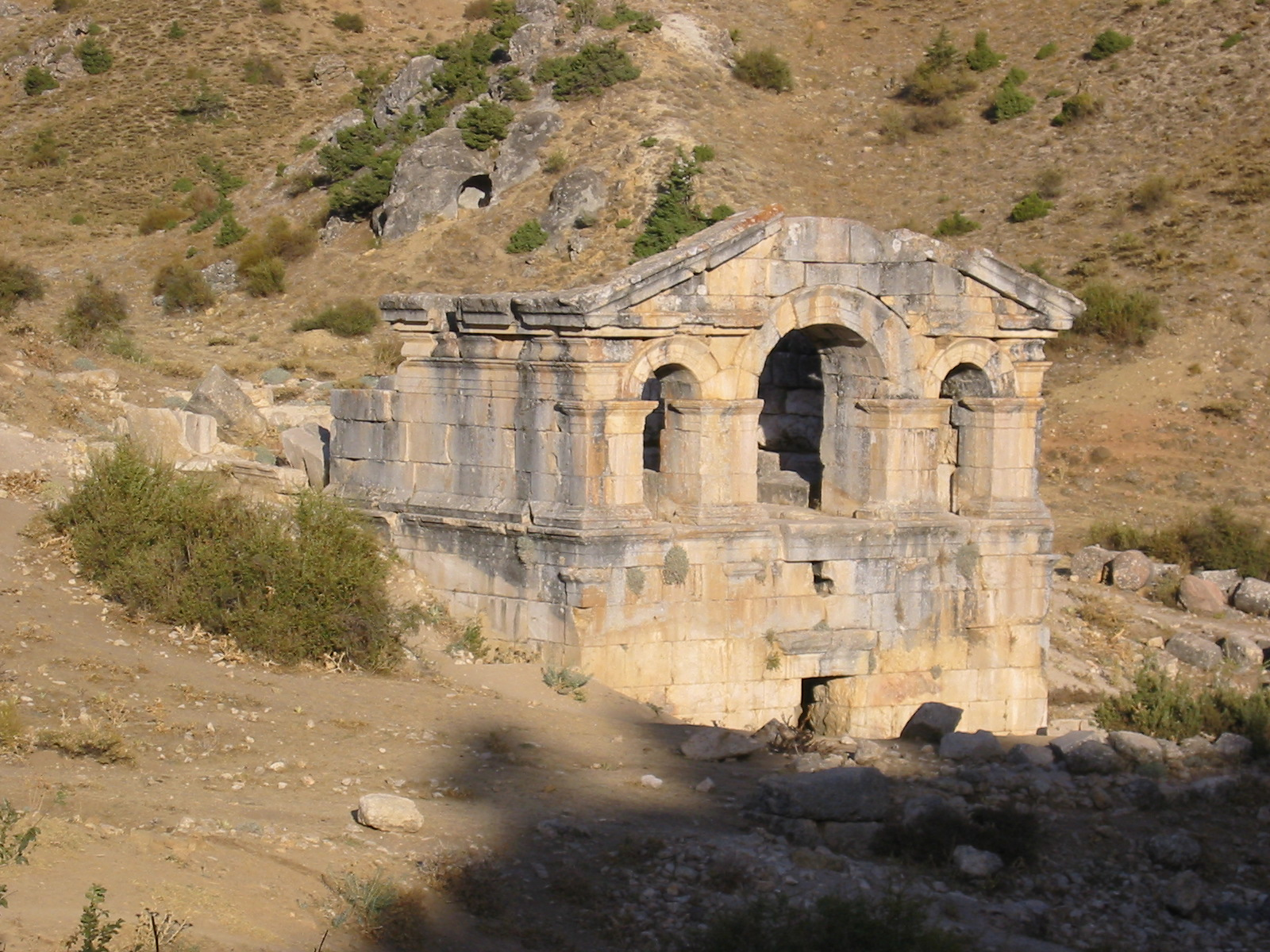
Antike Ruinen von Komana (Şar) in Kappadokien.

Ma (altgriechisch Μᾶ Má) ist eine kleinasiatische Göttin, die ursprünglich in Komana (heute Şar) in Kappadokien verehrt wurde. Von den Griechen wurde sie mit der Schlachtengöttin Enyo verglichen und von den Römern mit der Kriegsgöttin Bellona. Ein Ableger ihres Kultes befand sich in Komana Pontika.

## Überlieferung
Gemäß Strabon befand sich in Komana, welches im Tauros am Fluss Saros liegt, ein Tempel der Enyo, welche bei den Einheimischen Ma genannt werde. In der Stadt habe es viele Gottbesessene und über 6000 Tempeldiener und -dienerinnen. Der Priester des Heiligtums sei an Würde der zweite nach dem König, dessen Sippe er angehöre. Dem Tempel seien große Landstücke eigen, womit er sein Einkommen bestreite. In einer aus Komana stammenden Inschrift wird sie „siegreiche Göttin“ (νικηφόρος θεά nikēphóros theá) genannt. Ähnlich wird sie in einer Inschrift, die im makedonischen Edessa gefunden wurde, als „unbesiegbar“ (ἀνίκητος aníkētos) bezeichnet.
Ein Ableger des Kultes befand sich im Königreich Pontos am Fluss Iris in der Stadt Komana Pontika. Die Opferbräuche und Kulte dort waren gemäß Strabo fast gleich, wie diejenigen im kappadokischen Komana. Strabo erwähnt zudem, dass Dorylaos, ein Neffe des Urgroßvaters seiner Mutter, Priesterfürst in diesem Komana war. Zudem meint er, dass in dieser Stadt viele „Weichlinge“ lebten und viele Prostituierte, die dem Heiligtum geweiht waren. In der ganzen Stadt bestand das Verbot Schweinefleisch zu konsumieren. An den Festen der Göttin kamen viele Pilger her. Auf Münzen der Stadt hält Ma einen Schild in der rechten und eine Keule in der linken Hand.
Nach Strabon soll der Kult der Ma von Orestes eingerichtet worden sein, wie auch derjenige der Perasia in Hierapolis Kastabala, indem er die Verehrung der Artemis Tauropolos von den Taurern hergebracht habe. Auch habe die Stadt ihren Namen daher, weil Orestes hier aus Trauer sein Haar – auf altgriechisch κόμη kómē – geopfert habe. Da der Stadtname aber aus dem Luwischen tradiert ist und „Heilige“ bedeutet und fremde kriegerische Göttinnen schnell mit der Artemis Tauropolos in Zusammenhang gebracht wurden, ist diese Aussage lediglich ein gekünsteltes Konstrukt, das mit dem wirklichen Kult nichts zu tun hat.
Die Römer setzten Ma mit der kriegerischen Bellona gleich. Der römische Feldherr und Diktator Sulla (138–78 v. Chr.), der im Jahr 97 v. Chr. Statthalter von Kilikien wurde, hatte, als er später im Jahr 88 v. Chr. gegen Rom marschierte, einen Traum. Ihm sei nämlich im Schlaf eine „kappadokische Göttin“ erschienen, die Selene, Athena oder Enyo sei. Diese drückte ihm einen Donnerkeil in die Hände, womit er seine Feinde in Rom vernichtete. Im Laufe der Zeit hatte der Kult der Bellona in Rom offensichtlich kleinasiatische Züge angenommen und Tibull (55–18 v. Chr.) beschreibt eine Szene, in der eine Priesterin der Bellona in Trance sich mit einer Doppelaxt (bipennis) selbst an den Brüsten verwundete und wahrsagte.

## Deutung
Der Name Ma wird meist als „Mutter“ gedeutet und deshalb wird auch ein Zusammenhang mit der kleinasiatischen Magna Mater („Große Mutter“) oder Kybele gezogen. Allerdings passt eine solche Bedeutung schwer zu einer kriegerischen Göttin zu deren Kult Tempelprostitution gehörte. Deshalb wurden auch andere Etymologien vorgeschlagen, wobei keine überzeugend wirkt.
Die zugleich sexuelle und kriegerische Komponente der Göttin findet ihre Parallele in der mesopotamischen Göttin Ištar und ebenfalls in der hurritische Göttin Šauška, welche der Ištar stark gleicht, und die in der späten Bronzezeit in Anatolien verehrt wurde. Beide Göttinnen haben keine mütterlichen Komponenten. In der Forschung wird auch argumentiert, dass in der hethitischen Stadt Kummanna die hurritische Göttin Ḫebat, eine gänzlich unkriegerische Göttin mit mütterlichen Zügen, verehrt wurde und dass in Ma ihr Kult tradiert wurde. Mittlerweile wird aber dieses Kommana nicht mehr mit dem kappadokischen Komana identifiziert, sondern in der kilikischen Ebene lokalisiert, so dass der Vergleich hinfällig wird.